# Harpobittacus phaeoscius
Harpobittacus phaeoscius är en näbbsländeart som beskrevs av Edgar F. Riek 1954. Harpobittacus phaeoscius ingår i släktet Harpobittacus och familjen styltsländor. Inga underarter finns listade i Catalogue of Life.